# Затока Анапка
Анапка — затока біля північно-західного берега  Карагінської затоки  Берингового моря. Лежить між півостровами Ільпир та  Ільпінський. Відкрита на південь, вдається в материк на 31 км. Ширина біля входу 35 км. Глибина до 26 м у південній частині.
У затоку впадають річки Мікківаям, Ігунаваям, Гнила, Альховаям, Кенарітхілваям, Лапареламваям та інші. На узбережжі є миси Уталинан, Пейкитхин, Валакил та Ільпінський; коси Аліткунан, Атвірін і Мілютинин. На косі Мілютинин лежить село Ільпирське. Берег східний обривистий, високий (до 29 м). Західний і північний низькі, болотисті.
Адміністративно затока входить у Камчатський край  Росії.